# Ceratozamia matudae
Ceratozamia matudae — вид голонасінних рослин класу саговникоподібні (Cycadopsida).
Етимологія: вшанування Ейзі Матуда, першого збирача цього виду.

## Опис
Стовбур 50 см в довжину, 20 см діаметром. Листків 5–15 в кроні. Нові паростки бронзові, червоні або шоколадно-коричневі. Листки жовто-зелені або світло чи яскраво-зелені, високоглянсові, 70–120 см завдовжки, складаються з 46–88 фрагментів; черешок 20–35 см завдовжки. Листові фрагменти не згруповані, лінійні або ланцетні, в середньому 20–40 см завдовжки, 6–15 мм завширшки. Пилкові шишки жовто-зелені, веретеновидо-циліндричні, довжиною 8–16 см, 3–4,5 см діаметром; плодоніжка 11 см в довжину. насіннєві шишки жовто-зелені, яйцювато-циліндричні, довжиною 12–15 см, 8–9 см діаметром; плодоніжка довжиною 22 см. Насіння яйцеподібне, 25–30 мм завдовжки, 20–23 мм завширшки; саркотеста біла, старіючи стає коричневою.

## Поширення, екологія
Країни поширення: Гватемала; Мексика (Чьяпас, Оахака). Рослини спорадично поширені в вічнозелених хмарних лісах близько 1000 м над рівнем моря.

## Використання
Використовується як декоративна.

## Загрози та охорона
Є несприятливий вплив через руйнування середовища проживання в результаті очищення земель для кукурудзи та кавових плантацій. Лісозаготівля також негативний зробила вплив на рослини в дикій природі. Рослини зустрічаються в англ. El Triunfo Biosphere Reserve.